# Jättebäcksländor
Jättebäcksländor (Perlidae) är en familj i insektsordningen bäcksländor som innehåller omkring 400 kända arter.

## Kännetecken
De fullvuxna insekterna kännetecknas som andra bäcksländor av en förhållandevis platt och smal kropp. Kroppslängden varierar mellan olika arter från omkring 10 till 48 millimeter och färgteckningen går i olika brunaktiga eller gulaktiga nyanser. Vingarna är vanligen något rökfärgade med mörkare vingribbor. 

## Utbredning
Jättebäcksländor förekommer över hela världen, utom i Australien. De flesta arterna finns på det norra halvklotet. 

## Levnadssätt
Som andra bäcksländor har jättebäcksländorna ofullständig förvandling och genomgår utvecklingsstadierna ägg, nymf och imago. De fullbildade insekterna hittas i närheten av sjöar, floder, bäckar och andra vattendrag, ofta på stenar eller i vegetationen nära vattenbrynet, då de är dåliga flygare. Nymferna lever i vattnet, oftast av rov. Olika små vattenlevande ryggradslösa djur, som larver av dagsländor och nattsländor, utgör vanliga byten. Utvecklingen till fullbildad insekt kan ta flera år, och som imago lever också jättebäcksländorna endast en kort tid, som främst syftar till fortplantning. Under denna tid intar de heller ingen föda. 